# Denmark (Wisconsin)
Denmark is een plaats (village) in de Amerikaanse staat Wisconsin, en valt bestuurlijk gezien onder Brown County.

## Demografie
Bij de volkstelling in 2000 werd het aantal inwoners vastgesteld op 1958. In 2006 is het aantal inwoners door het United States Census Bureau geschat op 2111, een stijging van 153 (7,8%).

## Geografie
Volgens het United States Census Bureau beslaat de plaats een oppervlakte van 3,8 km², geheel bestaande uit land. Denmark ligt op ongeveer 266 m boven zeeniveau.

## Plaatsen in de nabije omgeving
De onderstaande figuur toont nabijgelegen plaatsen in een straal van 20 km rond Denmark.